# 근전도 검사

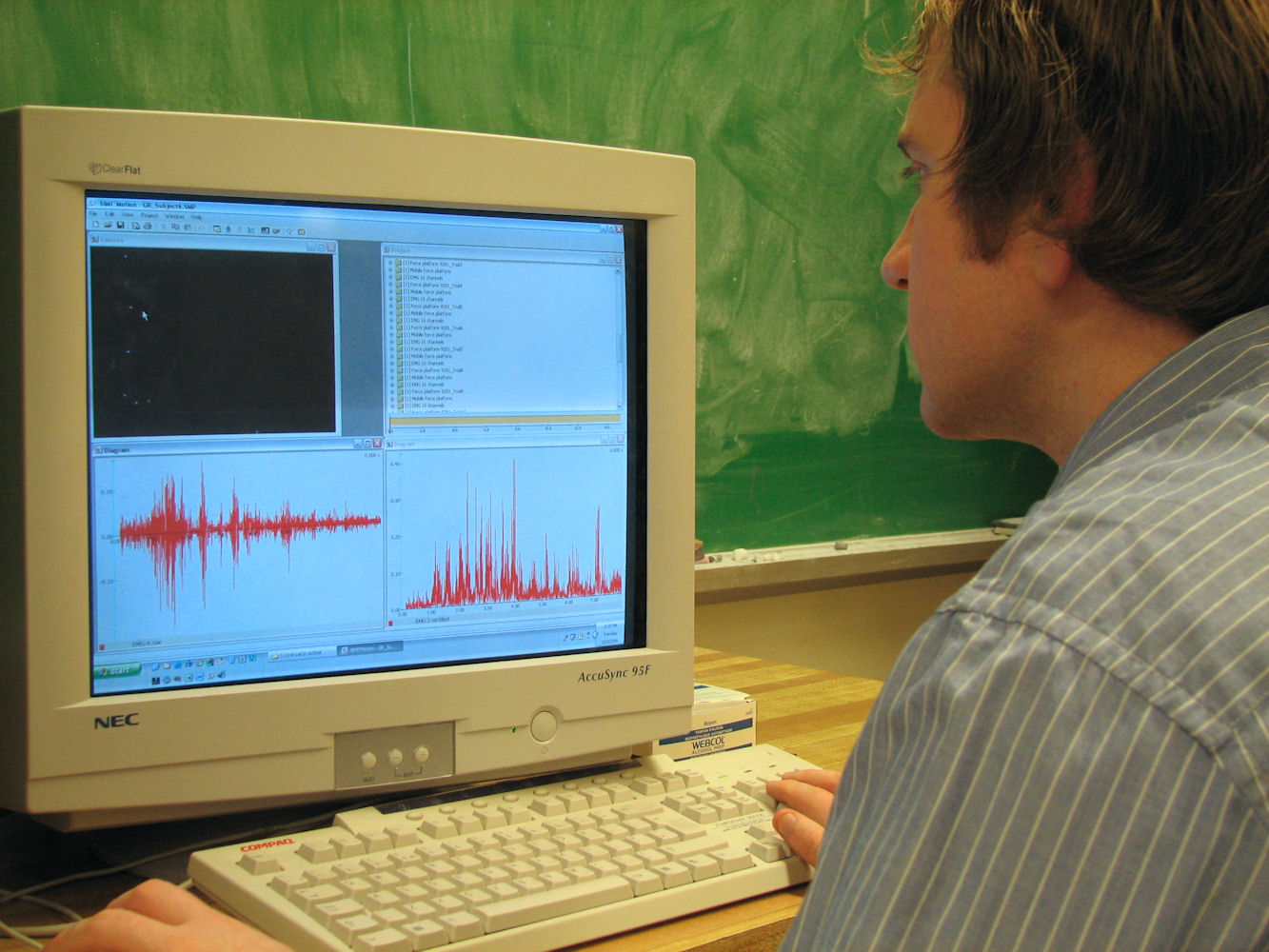

근전도검사(영어: electromyography, EMG)는 골격근에서 발생하는 전기적인 신호를 측정하고 기록하는 기술이다. EMG는 근전도검사기(electromyograph)라는 장치를 통해 측정한다. 근전도검사기는 근육 세포가 전기적으로 혹은 신경적으로 활성화될 때 발생하는 전기적인 포텐셜을 감지한다. 이 신호는 의학적인 비정상 혹은 활성 정도 등의 측정이나 인간 혹은 동물의 행동에 대한 바이오메카닉스 분석에 활용될 수 있다.

## 같이 보기
- 전기근육자극요법